# Sony Tablet S
Sony Tablet S是索尼生產的首部平板電腦，使用Google Android作業系統。Tablet S採用獨特的不對稱、上厚下輕的設計，索尼指此設計符合人體工學。
使用 9.4吋顯示屏、1 GHz Nvidia Tegra 2 雙核心處理器，支援Wi-Fi，設有前、後置鏡頭、藍牙、紅外線收發器。可連接Sony Entertainment Network並取得PlayStation Certified認證，亦支援DLNA標準。

## 硬件
Tablet S 設有 9.4 吋，1280 x 800 像素TFT-LCD電容式多點觸控顯示屏，使用索尼研發的 TruBlack 技術，同類技術亦應用於BRAVIA電視機系列
採用Nvidia Tegra T20 晶片，1 GHz ARM Cortex-A9 雙核處理器及 ULP GeForce GPU，內置 1 GB RAM、16 或 32 GB 內置快閃記憶體，並設有 SD 記憶卡插槽，最高支援 32 GB 容量。設有重力加速度感應器（3軸重力加速度感應器）、迴轉儀、數碼指南針及光度感應器。

## 軟件
Tablet S 推出時採用 Android 3.1 Honeycomb 版本作業系統，其後索尼提供 3.2 版本系統升級。
日本索尼已確認將於2012年4月，為 Tablet S 提供 Android 4.0 ICS 官方系統升級。此升級亦會加入多項新功能，包括可在待機介面直接拍照、圖片庫編輯功能及全景拍攝模式等。亦會加入 Small Apps，可以在執行程式時呼叫出計算機、遙控器、瀏覽器等常用小工具。

## 外部連結
- Sony Tablet S - 索尼香港官方網站 中文